# Coleocephalocereus aureus
Coleocephalocereus aureus är en kaktusväxtart som beskrevs av Friedrich Ritter. Coleocephalocereus aureus ingår i släktet Coleocephalocereus, och familjen kaktusväxter. Inga underarter finns listade i Catalogue of Life.

## Bildgalleri

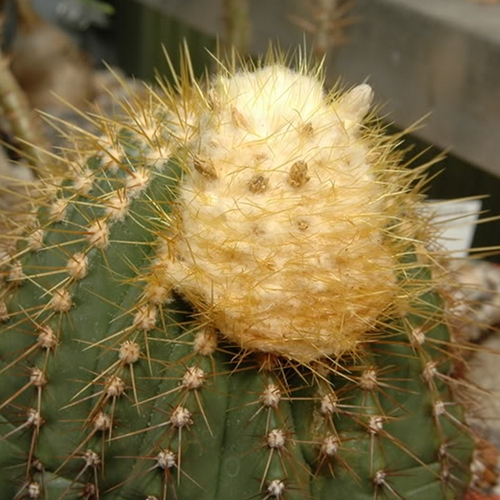